# Nyctibatrachus kumbara
Nyctibatrachus kumbara es una especie de anfibio anuro de la familia Nyctibatrachidae.

## Distribución geográfica
Esta especie es endémica de Karnataka en la India. Se encuentra en los distritos de Shimoga y Uttara Kannada a 590 m sobre el nivel del mar en los Ghats occidentales.

## Publicación original
- Gururaja, Dinesh, Priti & Ravikanth, 2014 : Mud-packing frog: A novel breeding behaviour and parental care in a stream dwelling new species of Nyctibatrachus (Amphibia, Anura, Nyctibatrachidae). Zootaxa n.º 3796 (1), p. 33–61.[4]